# Улькен Сулутор
Улькен Сулутор или Улькенсулутор (каз. Үлкен Сұлутөр; до 1993 года — Красногорка) — село в Кордайском районе Жамбылской области Казахстана. Административный центр Улкенсулуторского сельского округа. Код КАТО — 314857100.

## Население
В 1999 году население села составляло 1777 человек (873 мужчины и 904 женщины). По данным переписи 2009 года, в селе проживало 1429 человек (694 мужчины и 735 женщин).

## История села
Село Архангельское основано в 1907 г в урочище Сулутер. В 1913 году в нём насчитывалось 200 дворов, имелся молитвенный дом, приходское училище, 3 мельницы и 11 торговых заведений. Село входило в состав Архангельской волости Пишпекского участка Пишпекского уезда Семиреченской области.
Колхоз в селе был создан в 1940 году. В период с 1935 по 1957 год село Красногорка было районным центром Красногорского района. В 1955 году перед самым объединением Красногорского и Курдайского районов 1-м секретарём райкома был назначен известный общественный деятель Асанбай Аскаров.
В 1993 году село Красногорка было переименовано в село Улкен Сулутор.

### История школы
Начальная школа в селе Красногорка была основана в 1929 году. Изначально школа размещалась в двухкомнатном жилом доме. Директором школы был назначен Тарханов. В 1934—35 годах школа расширилась и стала семилетней. В 1938—39 годах школа была разделена на русскую и казахскую. Директором русской школы был назначен А. И. Архангельский, а директором казахской школы — Шымбатчаев. С годами школы расширялись, и количество учеников увеличивалось. Начиная с 1940 года, около школы стал действовать интернат. В этом интернате жили и учились дети из соседних сел и дети чабанов. В 1974 году для интерната было построено новое здание. В 1957 году русская и казахская школы были объединены, и средней школе было присвоено имя М. И. Калинина.